# Heiner Link
Heiner Link (* 5. Februar 1960 in München; † 30. Mai 2002 ebenda) war ein deutscher Schriftsteller. 

## Leben
Der Sohn eines Kraftfahrers wuchs in München-Pasing auf. Link studierte Volkswirtschaft und betrieb mit seiner Frau eine Übersetzungsfirma in München. 1997 wurde er mit seinem autobiographisch gefärbten Roman Hungerleider bekannt. Hier und in seinen folgenden Werken parodierte er den Jargon und das Lebensgefühl in bayerischen Vorstädten. 
Er gründete mit Norbert Niemann die Autorengruppe Treffen der 13. Link war Stipendiat der Arno-Schmidt-Stiftung. 1998 erhielt er ein Jahresstipendium des Deutschen Literaturfonds.
Sein erfolgreichstes, von Elke Heidenreich in Lesen! vorgestelltes Buch Frl. Ursula erschien erst nach seinem tödlichen Motorradunfall. Niemann bezeichnete ihn in seinem Nachwort als „Vertreter einer bayerischen Tradition des Anarchischen, die im Volksstück und bei Karl Valentin beginnt.“

## Werke
- Hungerleider. Galrev, Berlin 1997, ISBN 3-910161-78-2.
- Trash-Piloten: Texte für die 90er. (Hrsg.), Reclam, Leipzig 1997, ISBN 3-379-01595-4.
- Affen zeichnen nicht. Reclam, Leipzig 1999, ISBN 3-379-00769-2.
- Eine Laus im Uhrgehäuse. (Hrsg.), Reclam, Leipzig 2001, ISBN 3-379-20007-7.
- mit Arno Geiger: Alles auf Band oder Die Elfenkinder. Deuticke, Wien/Frankfurt am Main 2001, ISBN 3-216-30569-4.
- Mein Jahrtausend. Residenz, Salzburg/Wien/Frankfurt am Main 2002, ISBN 3-7017-1272-7.
- Frl. Ursula. Rowohlt, Reinbek bei Hamburg 2003, ISBN 3-499-23468-8.